# Metan i jordens atmosfär

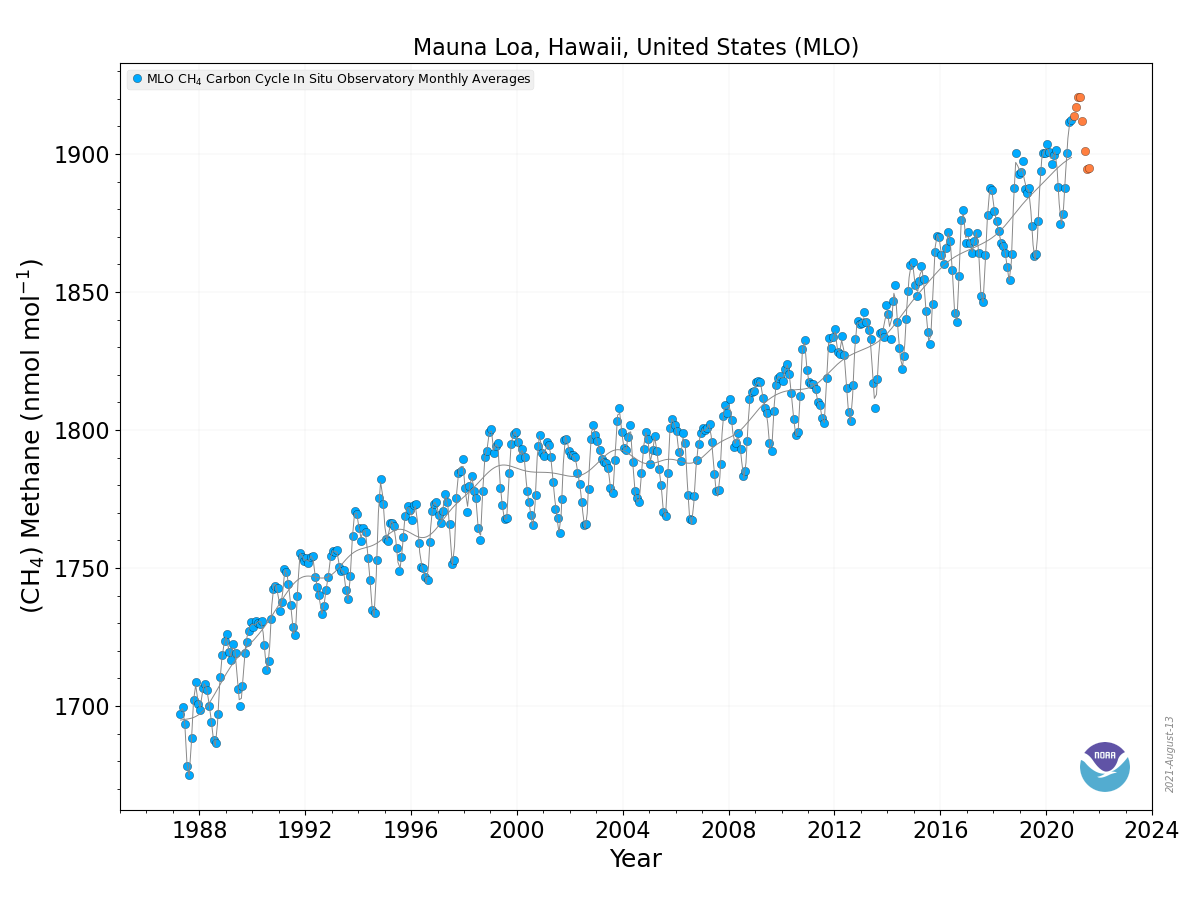
Halten metan i atmosfären fram till augusti 2021 NOAA.

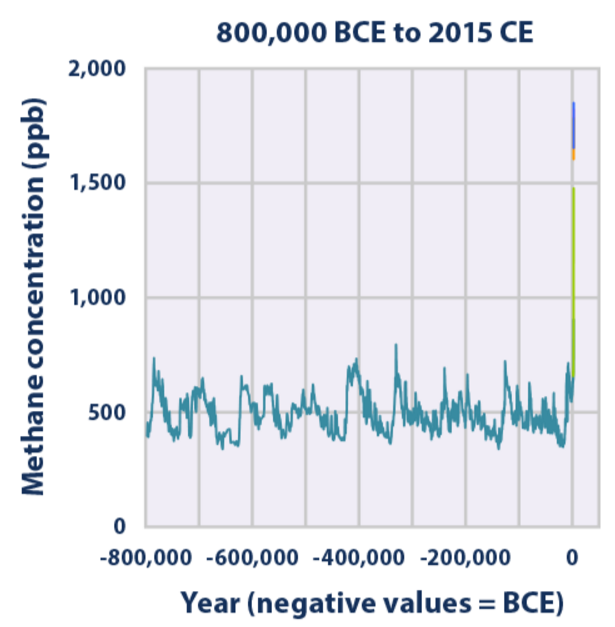
Sammanställning av paleoklimatologiska metandata från EPA.

Metan i atmosfären är en av de viktigaste växthusgaserna. Metan (CH4) är en gas som per volymandel, sett över en period på hundra år (GWP-100), beräknas fånga cirka 30 gånger mer värme än koldioxid. Eftersom koncentrationen av koldioxid (cirka 420 ppm) är cirka 200 gånger högre än koncentrationen av metan (cirka 1,93 ppm) så har dock koldioxid större inverkan som växthusgas.
Koncentrationen av metan i atmosfären har ökat med drygt 150 % sedan år 1750 och stod 2019 för 20 % (0,54 av 2,72 W/m2) av den strålningspåverkan som orsakats av mänskliga aktiviteter.
Koncentrationen är högre på norra halvklotet eftersom det finns fler källor till metan på de stora landmassorna där. Enligt NOAA så har halten uppmätts till 1890 ppb på Irland, norra halvklotet och 1760 ppb på Tasmanien, södra halvklotet.
Metan skapas nära marken för att sedan stiga i höjd till stratosfären i tropikerna. Tidigt i jordens historia så bildades metan i atmosfären via vulkanisk aktivitet. Vetenskapen tror att gasen har del i den tidiga atmosfären och bildandet av livsdugliga organismer.
Forskare har förundrats över att det har varit mer metanutsläpp i atmosfären än vad industrier och andra metankällor kan producera, men har nyligen (2017) hittat en oväntad källa i haven. Marina mikrober är orsaken till detta överskott av metan.